# IPhone 3GS
Az iPhone 3GS az Apple Inc. okostelefonja, az iPhone-széria harmadik tagja, amelyet 2009. június 8-án jelentett be az Apple a San Franciscó-i WWDC Moscone Centerben. Hasonlít elődjéhez, az iPhone 3G-hez. Alapértelmezett szoftvere az iOS 3. 

## Specifikációk
Az iPhone 3GS-nek 3.5 hüvelykes LCD kijelzőtt kapott 480×320 Pixellel és 166 ppi-vel (pixel per inch). Ez az első iPhone, amely alkalmas videórögzítésre. Hátlapi kamerája 3 megapixeles, a videó felbontása 640x480 pixeles és 30 kockát rögzít másodpercenként. Előlapi kamerája nincs. Operációs rendszere az iOS 3. Samsung S5PC100 processzort kapott 256 MB RAM-mal és 8, 16 vagy 32 GB-os tárhelyet. Akkumulátora 1220 miliamper. A telefon tömege 135 gramm.

## Értékesítés
A megjelenésekor az első hetén több mint egymillió darab iPhone 3GS-t adtak el.